# 芋螺總科
芋螺總科（學名：Conoidea）是一種掠食性的海螺，是新腹足類支序之下的一個海洋腹足綱軟體動物的總科。這個總科在海洋軟體動物中是一個很大的群組，估計包括約340個近期有效的屬與亞屬、接近四千個不同的物種。
本總科內物種的支序關係仍然只有很少研究，只是知道有多個科及亞科均為並系群。隨着新的研究文獻發表及被認同，本總科內各物種的分類仍可能有變化。
2011年，Bouchet et al.對芋螺科之下的分類作出修訂，多個亞科被提升至科級。

## 型態特徵
芋螺總科物種的齒舌可以分為四大類：
1. 梳齒螺類/兔唇螺類（Clavidae type）：每排有五枚舌齒排作梳狀，邊齒平；
2. 捲管螺類（Turridae type）：每排有兩到三枚舌齒，邊齒尾端作分叉狀；
3. 西美螺類（Pseudomelatomidae/Pervicaciinae type）：每排有兩到三枚舌齒，邊齒彎曲及實心；
4. the hypodermic type：每排有兩枚空心的邊齒，齒舌膜退化或消失。

## 分類
截至2016年，以下為WoRMS數據屬於芋螺總科的16個科：
- 博松螺科 Borsoniidae Bellardi, 1875：下轄32個屬。
- Bouchetispiridae科 Kantor, Strong & Puillandre, 2012
- 双口螺科 Clathurellidae H. Adams & A. Adams, 1858
- Clavatulidae科 Gray, 1853
- 東港捲管螺科 Cochlespiridae Powell, 1942
- 芋螺科 Conidae Fleming, 1822
- Conorbidae科 de Gregorio, 1880
- 锥利螺科 Drilliidae Olsson, 1964
- Horaiclavidae科 Bouchet, Kantor, Sysoev & Puillandre, 2011
- 芒吉螺科 Mangeliidae P. Fischer, 1883：又名芒果螺科[6]:45-46
- Mitromorphidae科 Casey, 1904
- 假美兰螺科 Pseudomelatomidae Morrison, 1966：又名西美螺科[6]:45-46
- 披脊螺科 Raphitomidae Bellardi, 1875
- Strictispiridae科 McLean, 1971
- 笋螺科 Terebridae Mörch, 1852[7]
- 捲管螺科 Turridae H. Adams & A. Adams, 1853 (1838)，亦作塔螺科）[7][8]